# Boomerang (chanson de JoJo Siwa)
Pour les articles homonymes, voir Boomerang (homonymie).
Singles de Jojo Siwa
I Can Make U Dance
(2016)
Boomerang est le premier single de Jojo Siwa, danseuse, chanteuse et actrice américaine. Il est sorti en single le 6 mai 2016. C'est une chanson optimiste qui traite du cyberharcèlement et le message de la chanson est de triompher des harceleurs en ligne,.

## Clip vidéo
Le vidéoclip réalisé par Monseé Wood est sorti le 17 mai 2016, présente Jessalyn Siwa (la mère de Jojo Siwa) et l'ancien casting de Dance Moms. À la mi-mars 2017, il avait été visionné sur YouTube plus de 200 millions de fois. Le 24 février 2017, le single a été certifié disque d'Or par la RIAA (Recording Industry Association of America). Le 31 août 2017, la chanson a été certifiée disque de Platine toujours par la RIAA. En Mars 2020, le clip vidéo avait plus de 826 millions de vues sur YouTube.